# Martina De Memme
Martina De Memme (née le 7 août 1991 à Livourne) est une nageuse italienne, spécialiste de nage libre.
Mesurant 1,75 m pour 65 kg, elle détient les records suivants, tous obtenus en 2013 :
- 200 m nl, 1 min 59 s 65
- 400 m nl, 4 min 9 s 18
- 800 m nl, 8 min 30 s 18

Elle remporte la médaille d'or des Championnats d'Europe en 2012 pour sa participation aux séries du relais 4 x 200 m.